# Distrito de Jacmel
El distrito de Jacmel (en francés arrondissement de Jacmel; y en criollo haitiano: awondisman Jakmèl) es una división administrativa haitiana, que está situada en el departamento de Sureste.

## División territorial
Está formado por el reagrupamiento de cuatro comunas:
- Cayes-Jacmel
- Jacmel
- La Vallée
- Marigot